# Hofbauernweißach
Die Hofbauernweißach ist ein rund fünfeinhalb Kilometer langer, ungefähr nach Nordwesten laufender Gebirgsbach der Tegernseer Berge im Gemeindegebiet von Kreuth im oberbayerischen Landkreis Miesbach, der von rechts in die Weißach mündet. Sie entspringt als Stangengraben auf der Nordseite der Blauberge.

## Geographie

### Verlauf
Der Stangengraben entspringt in den Geröllfeldern unterhalb der Halserspitz. Nach ca. 1 km im Wesentlichen nördlichen Laufs fließt das Gewässer nun unter dem Namen Hofbauernweißach weiter in Richtung Nordwesten. Auf ihrem Weg passiert diese das rechterhand liegende Siebenhütten, wonach sie von einer Forststraße begleitet wird und sich mehr und mehr nach Norden wendet. Kurz vor ihrer Mündung liegt rechts am Lauf die Herzogliche Fischzucht und auf einer Geländeplattform das Wildbad Kreuth.
Nach 5,6 km Lauf mit mittlerem Sohlgefälle von rund 140 ‰ mündet die Hofbauernweißach etwa 784 Höhenmeter unterhalb des Stangengraben-Ursprungs von der rechten Seite in die Weißach. Mit ihren Zuflüssen entwässert sie die gesamte Nordseite der Blauberge.

### Zuflüsse
- Kleiner Nockgraben, von links und Südosten, ca. 1,0 km. Entspringt am Großen Kar nordöstlich des Blaubergkopfs.
- Großer Nockgraben, von links und Südsüdosten, ca. 1,5 km. Entspringt westlich des Blaubergkopfs.
- Felsweißach, von links und Südwesten, ca. 2,4 km. Entspringt am Osthang des Schildensteins.
- Zwieselgraben, von rechts und Osten vor Siebenhütten, ca. 1,0 km. Entspringt am Westhang des Wenigbergs.
- Hohlensteinbach, von rechts und Osten nach Siebenhütten, ca. 2,4 km. Entspringt am Nordhang des Zwieselbergs.
- Gerlosgraben, von links und Südwesten, ca. 3,3 km. Entspringt am Nordwesthang des Schildensteins.